# Katastralgemeinde Treibach
Die Katastralgemeinde Treibach ist eine der drei Katastralgemeinden der Stadtgemeinde Althofen im Bezirk Sankt Veit an der Glan in Kärnten
und gehört zum Sprengel des Vermessungsamtes Klagenfurt.

## Lage
Die Katastralgemeinde liegt mitten im Bezirk Sankt Veit an der Glan, im Westen der Gemeinde Althofen und grenzt an die Katastralgemeinden
Töscheldorf,
Rabing,
und Althofen.

## Ortschaften
Auf dem Gebiet der Katastralgemeinde Treibach liegt nur die Ortschaft Treibach.

## Geschichte
In Kärnten wurden auf Basis des Grundsteuerpatents von 1817 zur „Einführung eines neuen Grundsteuersystems“
1829 alle Grundstücke vermessen, geschätzt und in Katastralgemeinden gegliedert.
Die Katastralgemeinden fasste man in sogenannte Steuerbezirke zusammen.
Als infolge des provisorischen Gemeindegesetzes von 1849 die heutigen Gemeinden geschaffen wurden,
wurden diese auf dem Gebiet einer oder mehrerer Katastralgemeinden errichtet.
Die Katastralgemeinde Treibach entspricht in etwa dem Gebiet des Burgfrieds von Treibach,
der 1761 errichtet wurde.
Auf dem Gebiet der Katastralgemeinde wurde 1850 die Gemeinde Treibach errichtet,
die 1871 mitsamt Katastralgemeinde mit der Gemeinde Althofen vereinigt wurde.
1954 wurde die Katastralgemeinde um einige Grund- und Bauparzellen im Westen erweitert.